# Nativa
Nativa (zkratka Na, dřívější název Kaberon) je pozdní, interspecifická moštová odrůda révy (též hybridní odrůda, mezidruhové křížení, PiWi odrůda), určená k výrobě červených vín. Odrůda byla vyšlechtěna kolektivem šlechtitelů Vědeckovýrobního sdružení Resistant ve Velkých Bílovicích, křížením odrůd Fratava (Frankovka × Svatovavřinecké) a Merlan (Merlot × Seibel 13 666).
Fratava je úspěšný kříženec Lubomíra Glose z Moravské Nové Vsi, který byl kolektivem šlechtitelů Resistant využit též při šlechtění odrůd Kofranka, Cerason, Laurot a Marlen, které pocházejí ze stejných rodičů, ale v opačném pořadí, otcovskou odrůdou je Fratava.
Merlan je interspecifická moštová odrůda, vyšlechtěná v Moldavsku ve výzkumném ústavu Vierul v Kišiněvě. V České republice se ji přezdívá Český Müller. Šlechtitelský materiál byl získán přímo od pracovníků moldavského výzkumného ústavu a využit kolektivem šlechtitelů Resistant například při šlechtění odrůd Kofranka, Cerason, Laurot a Marlen, které pocházejí ze stejných rodičů, ale v opačném pořadí, ale i odrůd Malverina, Erilon, Savilon a Vesna.

## Popis
Réva odrůdy Nativa je jednodomá dřevitá pnoucí liána, dorůstající v kultuře až několika metrů. Kmen tloušťky až několik centimetrů je pokryt světlou borkou, která se loupe v pruzích. Úponky révy umožňují této rostlině pnout se po pevných předmětech. Růst je středně bujný až bujný, olistění je husté. Jednoleté réví je středně silné, hnědé.
List je středně velký, pentagonální, tří- až pětilaločnatý s mělkými až středně hlubokými výkroji. Čepel je mírně puchýřnatá, mírně zvlněná, na líci lesklá, na rubu jemně plstnatá, její profil je ve tvaru „V“. Řapíkový výkroj je lyrovitý, mírně otevřený až lehce překrytý, s ostrým dnem, řapík je středně dlouhý, jemně narůžovělý.
Oboupohlavní pětičetné květy v hroznovitých květenstvích jsou žlutozelené, samosprašné. Plodem jsou malé až středně velké, okrouhlé, tmavomodré až modročerné bobule, jejich dužina je řídká, bez zabarvení, plné chuti. Hrozen je středně velký (130 g), kuželovitě-válcovitý, středně hustý až hustý.

## Původ a rozšíření
Nativa je interspecifická moštová odrůda, která byla vyšlechtěna kolektivem šlechtitelů Vědeckovýrobního sdružení Resistant Velké Bílovice (později Vinselekt Perná), křížením odrůd Fratava (Frankovka × Svatovavřinecké) a Merlan (Merlot × Seibel 13 666). Šlechtiteli byli Doc. Ing. Miloš Michlovský, CSc., Ing. František Mádl, Prof. Ing. Vilém Kraus, CSc., Lubomír Glos a Vlastimil Peřina. Vlastní křížení a selekce postupně proběhly v Lednici na Moravě, v Břeclavi a v Perné.
Do Státní odrůdové knihy České republiky byla odrůda zapsána roku 2010. Udržovatelem odrůdy je Doc. Ing. Miloš Michlovský, CSc. Zastoupení ve vinicích je minimální, pěstuje se víceméně v pokusných výsadbách.

## Název
Šlechtitelé nejdříve odrůdu nazývali Kaberon, ale do registračních zkoušek byl navržen dnešní název Nativa. Později sice bylo uvažováno o návratu k původnímu názvu, ale nedošlo k němu. Pracovní název odrůdy byl L-3-10-34.
V literatuře jsou někdy obě odrůdy uváděny samostatně, popřípadě dochází k záměně s modrou odrůdou s pracovním názvem Mi 5-26 (Marlen).
Název „Kaberon“ zřejmě vychází z „kabernetového“ typu vína, pro milovníky rébusů lze uvést, že písmena názvu jsou obsažena jak ve jménech šlechtitelů, tak v názvech rodičovských odrůd. Vzhledem k počtu rodičovských odrůd a šlechtitelů se o názvu Nativa dá takřka říci totéž, ale patrně vychází z latiny, kde má slovo „nativus“ mj. významy přirozený, domácí, odtud slovo přešlo např. do angličtiny (native).

## Pěstování
Réví dobře vyzrává. Jarními ani zimními mrazy odrůda příliš netrpí, při příliš hustém olistění může dojít ke sprchnutí květenství, odrůda vyžaduje intenzívnější zelené práce na vinici. Hodí se pro většinu vedení, nejvíce vyhovuje vedení vysoké, vhodné jsou středně dlouhé až delší tažně, Guyotův řez, doporučené zatížení je 6–8 oček na m², vhodné jsou podnože 125 AA, K 8B a Börner, podle půdních podmínek pak také SO-4, Cr 2 či T 5C. Výnos je střední až vyšší, 8–14 t/ha při cukernatosti moštu 17–19,5 °NM a aciditě 8–11 g/l.

### Fenologie
Rašení i kvetení je středně pozdní, bobule zaměkají v polovině srpna, sklizňové zralosti dosahuje tato pozdní odrůda začátkem až v první polovině října.

### Choroby a škůdci
Při pěstování pod fungicidní ochranou je odrůda průměrně odolná vůči plísni šedé (Botrytis cinerea), průměrně až dobře odolává plísni révové (Plasmopara viticola), dobře odlává padlí révovému (Uncinula necator). Odolnost vůči škůdcům je dobrá až průměrná.

### Poloha a půdy
Odrůda je vhodná pro pěstování v tradičních vinohradnických oblastech, vyžaduje teplé a slunné svahovité polohy, doporučovány jsou hlinité až jílovitohlinité půdy, nevyhovují půdy výsušné ani příliš vlhké.

## Víno
Pro výrobu kvalitních vín je třeba dostatečné fenolové zralosti hroznů, nepostradatelnou součástí výrobního procesu je jablečno-mléčná fermentace, vhodná je dlouhodobá macerace a zrání vína v dubových sudech. Vína z dostatečně vyzrálých hroznů bývají plná, extraktivní, harmonická, s výraznější tříslovinkou a s poněkud vyšší aciditou, tmavě červené, rubínové barvy, obsahují kolem 13 % alkoholu. Vína jsou jemně aromatická, svým charakterem se v typu aromatických látek vzdáleně přibližují odrůdám Merlot, případně i Cabernet Sauvignon, v aroma se objevuje ovocitost s tóny třešní a višní a kořenitost, v buketu též florální tóny.
Pokud jsou hrozny sklizeny s cukernatostí pouze v kategorii jakostní víno, měly by být macerovány kratší dobu, výsledkem bývá aromatické a svěží, lehčí červené víno. Nativa je vhodná k výrobě drůdových vín a může být použita i pro výrobu různých kupáží.